# IEEE 802.3ba
L'IEEE 802.3ba è uno standard sviluppato dall'IEEE. Rappresenta l'evoluzione dello standard IEEE 802.3an da 10 Gb/s ed è il primo standard a prevedere due velocità di funzionamento indipendenti, quella di 40 Gb/s e quella di 100 Gb/s, che hanno specifiche diverse.
Lo standard a 100 Gb/s serve per creare dorsali di comunicazione ad alta velocità, ma rispetto a quello a 40 Gb/s richiede più energia, apparati più complessi e quindi complessivamente sarà più costoso da installare e gestire. 
È stato approvato il 17 giugno 2010. È stato rimpiazzato da uno standard successivo.